# Korneuburgi járás
A Korneuburgi járás Ausztriában, Alsó-Ausztria tartományban található. Korneuburgi járás Bécs, Gänserndorfi, Tullni, Hollabrunni és Mistelbachi járásokkal határos. Lakosainak száma 90 889 fő (2019. január 1.).

## A járáshoz tartozó települések
- Bisamberg
- Enzersfeld im Weinviertel
- Ernstbrunn
- Großmugl
- Großrußbach
- Hagenbrunn
- Harmannsdorf
- Hausleiten
- Korneuburg
- Langenzersdorf
- Leitzersdorf
- Leobendorf
- Niederhollabrunn
- Rußbach
- Sierndorf
- Spillern
- Stetteldorf am Wagram
- Stetten
- Stockerau
- Gerasdorf bei Wien